# Лалан, Жан де
Жан де Лала́н (фр. Jean de Lalande SJ , Jean de La Lande, дата рождения неизвестна, Дьеп, Франция — 19 октября 1646 года, Квебек, Канада) — святой Римско-Католической Церкви, монах из монашеского ордена иезуитов, миссионер, мученик.

## Биография
Жан де Лалан прибыл в католическую миссию «Святая Мария среди гуронов» 14 декабря 1642 года. Жан де Лалан пытался вместе с Исааком Жогом примирить враждующие индейские племена гуронов и ирокезов. Шаманы индейских племён, осознавшие появление среди индейцев христианства как опасность для анимистических верований, обвинили Жана де Лалана и Исаака Жога в распространении эпидемии. Жан де Лалан были замучен мохоками 19 октября 1646 года.

## Прославление
Жан де Лалан был беатифицирован Римским папой Пием XI в 1922 году и им же канонизирован в 1930 году в группе канадских мучеников.
День памяти — 19 октября.

## Источник
- Hugo Hoever SOCist: Żywoty świętych Pańskich. przekład Zbigniew Pniewski. Warmińskie Wydawnictwo Diecezjalne, 1983, стр. 381.